# Iskald
Gli Iskald sono un gruppo black metal norvegese nato nel 2005.

## Storia del gruppo
Nel 2005 pubblicano il loro primo EP Northern Twilight contenente la canzone Warriors of the Northern Twilight di cui poi verrà fatto il seguito nel loro secondo album (Warriors of the Northern Twilight part II).
Nel 2 febbraio 2006 il bassista Arne Aalstad in seguito ad un incidente stradale muore e la band si ritrova senza bassista.
Nello stesso anno esce il loro primo album Shades of Misery già promozionato dall'EP.
Nel 2008 esce Revelations of Reckoning Day.

## Formazione

### Formazione attuale
- Simon Larsen - voce, basso, chitarra
- Aage Krekling - batteria, voce secondaria

### Turnisti
- Espen Solstad - chitarra
- René Zonneveld - basso

### Ex componenti
- Arne Aalstad - basso
- Anders Lambersøy - voce, basso
- Rene "Adriaan" Zonneveld - basso
- Lars "Amystis" Johannessen - chitarra

## Discografia

### Album in studio
- 2006 - Shades of Misery
- 2008 - Revelations of Reckoning Day
- 2011 - The Sun I Carried Alone
- 2014 - Nedom og Nord
- 2018 - Innhøstinga

### EP
- 2005 - Northern Twilight (EP)